# Wax (popgrupp)
Wax var en brittisk popgrupp, aktiv från 1985 till 1988. Wax bestod av medlemmar ur den brittiska gruppen 10cc, Andrew Gold och Graham Gouldman. Två av deras största framgångar kom med låtarna "Bridge to Your Heart" och "Right Between the Eyes". 10cc splittrades 1983 som kan ses som gruppen Wax födelseår.